# Drimmelen
Drimmelen este o comună și o localitate în provincia Brabantul de Nord, Țările de Jos.

## Localități
Made (11.710 loc.), Terheijden (6.410 loc.), Lage Zwaluwe (4.060 loc.), Wagenberg (2.250 loc.), Hooge Zwaluwe (1.670 loc.), Drimmelen (570 loc.)